# Station Paczkowo
Station Paczkowo is een spoorwegstation in de Poolse plaats Paczkowo.